# Saint-Perdoux (Dordogne)
Saint-Perdoux – miejscowość i gmina we Francji, w regionie Nowa Akwitania, w departamencie Dordogne.
Według danych na rok 1990 gminę zamieszkiwało 120 osób, a gęstość zaludnienia wynosiła 16 osób/km² (wśród 2290 gmin Akwitanii Saint-Perdoux plasuje się na 1056. miejscu pod względem liczby ludności, natomiast pod względem powierzchni na miejscu 1242.).